# Villetritouls
Villetritouls település Franciaországban, Aude megyében. Lakosainak száma 34 fő (2022. január 1.). Villetritouls Arquettes-en-Val, Labastide-en-Val, Lairière, Serviès-en-Val és Taurize községekkel határos.

## Népesség
A település népessége az elmúlt években az alábbi módon változott:
| Lakosok száma | 40   | 26   | 28   | 38   | 35   | 38   | 38   | 35   | 34   | 34   |
|               | 1968 | 1982 | 1990 | 2006 | 2013 | 2015 | 2017 | 2019 | 2020 | 2022 |